# 又も三人
『又も三人』（またもさんにん、Again the Three Just Men ）は、1929年に発表されたエドガー・ウォーレスによる短編小説集。法律では裁けない悪人を罰するために、私刑予告から殺人までも行なう3人組「正義の三人」を主人公にした犯罪小説（悪漢小説）を集めた第2短編集である。元々は「正義の四人」だったが、前作でメリルが欠けた後、4人目を補充せず、三人体制となっている。

## 主な登場人物
レオン・ゴンザレス
「正義の四人」のリーダーで人員スカウトと標的の選定を担当。スペイン系の名前だが金髪碧眼で、非常に若く見える。
ジョージ・マンフレッド
現場での任務遂行と交渉担当。大柄な体躯、ヒゲと眼鏡で一見真面目そうな容姿に、警察や一般人も騙されて信用してしまう。
レイモン・ポワカール
資金の提供と化学担当。衣装はすべて白で、丈の長いエナメルの長靴と、長い髪で女性的な容姿により大変目立つ。
クラリス
「正義の四人」の初代4人目。陸海空あらゆる乗り物の運転・操縦と射撃・格闘で一味を逃がす係。
ミゲル・テリー（別名サイモン）
クラリスの後任の2代目4人目。電気配線や時限装置などのエレクトロニクスとメカ担当。がっちりした体型。
ベルナール
3代目の4人目。演説と状況判断に長ける。「正義の四人」加入前に、ファルマス警視が気付かない一般群集の中に潜むメンバーを見つけた。
ウィリー
4代目の4人目。暗器の使い手。刃物を洋服に仕込み、ナックルダスターを携行する。
メリル
最後の4人目。情報収集とカモフラージュ・風説流布などを手がける。ボルドーで落命した。
ファルマス警視
「正義の四人」事件以来の捜査責任者。本作品集でもいくつかの話に登場。
チャールズ・ガレット
英国新聞「日刊メガホン」誌の敏腕記者。
ルイス・レッターゾーン
ワイン商。共同経営者が変死し、事業と不動産を引き継いだ。
トマス・バーガー
変名の偽造パスポートで各国を渡り歩くマフィア。
ガンサイマー
オーストラリアの銀行家。新婚旅行中に妻と彼女の持つピンク・ダイヤモンドが消える。
アンブローズ
南アフリカの鉱山技師。死んだはずなのにホテルでそっくりな男が目撃される。
バーナード・スレイン
独身の株式仲買人。エレベーターとポーター付マンションの五階に住む。
フェルディナン・ストーン
石油会社の経営者。主としてアラビアとエジプトで採掘を行なっている。
ジュール・リビングロン
キャバレーやダンスホールを持つ興行主。南米系のダンサーを多く雇用している。
ミス・ブラウン
元・女子医学生。かつての交際相手レスリットから恐喝されている。
グエンダ・フォリアン
刑務所長の娘で女医。どうやらミス・ブラウンと同一人物らしい。
ジョン・レスリット
元・医学生で貿易商。アマチュア声楽家。部屋に閉じこもっており、恐喝の材料である手紙を隠し持つ。
ジョゼフ・レントール
二階専門の空き巣狙い。
ミドゥ―ズ警視
「正義の三人」の正体を知らずに、難事件の相談に来る刑事。

## 内容
- 本作品集では4人目を欠いた「正義の三人」の事件が殆どだが、作中で今は居ないクラリスからメリルまでの回想も語られるエピソードがある。また、ポワカールがスペインに帰国し不在のため、ゴンザレスとマンフレッドの二人のみで手がけた事件も収録されている。
- ポワカールがスペインの邸宅に居ながら、召使いなどを使い単独で達成したエピソードは、本作品集の初版発行の時点では未だ執筆されていない。
- 上記中篇は、「正義の一人」 (Raymond Poiccart's Own Case )として、「Again the Three」と改題後の新刷版(1968)にはじめて収録。
- 初期には殺人も厭わなかった「正義の四人」だが、六作目（単行本は七冊目）となる本作では、警察に協力したり、別の連中にターゲットを殺されてしまう失態を演じたり、「合法的」に鉄槌を下す作品もあるなど変化がみられる。

## 収録作品
アメリカ版では収録作は同一だが、順番が英国版のオリジナルと異なる。
1. 誘拐犯 (The Abductor )
2. 英国人コナーの事件 (The Englishman Konner )
3. 旅こそ我が命 (The Happy Travellers )
4. ブラジルから来た婦人 (The Lady from Brazil )
5. 教会で歌った男[2] (The Man Who Sang in Church )
6. 狙われた小切手 (The Marked Cheque )
7. リビングロンの娘 (Mr. Levingron's Daughter )
8. ドレイク氏の秘密 (The Mystery of Mr. Drake )
9. 判じ絵 (The Rebus )
10. 麻薬密売人 (The Share Pusher )
11. スレインの謎 (The Slane Mystery )
12. 第三の偶然 (The Third Coincidence )
13. タイピストは見た (The Typist Who Saw Things )
14. 正義の一人 (Raymond Poiccart's Own Case ) [3]

## 備考
- 本作収録の作品のいくつかは1959年にイギリスのテレビシリーズとしてドラマ化されている[4]。
- 本作中の第5短編「教会で歌った男」は、文豪ジェームズ・ヒルトンの「ベストミステリ12」の11位に選ばれている。